# Creaca
Creaca (en hongrois Karika) est une commune roumaine du județ de Sălaj, dans la région historique de Transylvanie et dans la région de développement du Nord-ouest.

## Géographie
La commune de Creaca est située dans le centre-est du județ, dans la vallée de l'Agrij entre les Monts Meseș et les collines de Dumbrava, à 7 km au sud de Jibou et à 17 km à l'est de Zalău, le chef-lieu du județ.
La municipalité est composée des neuf villages suivants (population en 2002) :
- Borza (221) ;
- Brebi (593) ;
- Brusturi (192) ;
- Ciglean (199) ;
- Creaca (492); siège de la commune ;
- Jac (770) ;
- Lupoaia (295) ;
- Prodănești (264) ;
- Viile Jacului (20).

## Histoire
La première mention écrite du village de Creaca date de 1385 sous le nom hongrois de Kerikapatak. Les autres villages sont mentionnés en 1469 pour Borza, en 1385 pour Brebi, en 1585 pour Brusturi, en 1545 pour Ciglean, en 1499 pour Jac, en 1469 pour Lupoaia, en 1475 pour Prodănești et en 1956 pour Viile Jacului.
La commune, qui appartenait au royaume de Hongrie, faisait partie de la principauté de Transylvanie et elle en a donc suivi l'histoire.
Après le compromis de 1867 entre Autrichiens et Hongrois de l'empire d'Autriche, la principauté de Transylvanie disparaît et, en 1876, le royaume de Hongrie est partagé en comitats. Creaca intègre le comitat de Szilágy (Szilágy vármegye).
À la fin de la Première Guerre mondiale, l'Empire austro-hongrois disparaît et la commune rejoint la Grande Roumanie.
En 1940, à la suite du deuxième arbitrage de Vienne, elle est annexée par la Hongrie jusqu'en 1944. Elle réintègre la Roumanie après la Seconde Guerre mondiale.

## Politique
Le Conseil Municipal de Creaca compte 11 sièges de conseillers municipaux. À l'issue des élections municipales de juin 2008, Ioan Eugen Terec (PD-L) a été élu maire de la commune.
| Parti                          | Nombre de conseillers |
| ------------------------------ | --------------------- |
| Parti démocrate-libéral (PD-L) | 6                     |
| Parti national libéral (PNL)   | 2                     |
| Parti social-démocrate (PSD)   | 2                     |
| Parti de la Grande Roumanie    | 1                     |

## Religions
En 2002, la composition religieuse de la commune était la suivante :
- Chrétiens orthodoxes, 71,10 % ;
- Baptistes, 13,82 % ;
- Pentecôtistes, 12,47 %.

## Démographie
En 1910, à l'époque austro-hongroise, la commune comptait 4 524 Roumains (95,46 %), 168 Hongrois (3,55 %) et 19 Allemands (0,40 %).
En 1930, on dénombrait 5 102 Roumains (95,45 %), 170 Hongrois (3,18 %), 53 Juifs (0,99 %) et 18 Tsiganes (0,34 %).
En 1956, après la Seconde Guerre mondiale, 5 299 Roumains (99,74 %) côtoyaient 5 Hongrois (0,09 %) et 8 Tsiganes (0,15 %).
En 2002, la commune comptait 2 980 Roumains (97,83 %), 2 Hongrois (0,06 %) et 63 Tsiganes (2,06 %). On comptait à cette date 1 550 ménages et 1 377 logements.
| 1850  | 1880  | 1900  | 1910  | 1920  | 1930  | 1941  | 1956  | 1966  |
| ----- | ----- | ----- | ----- | ----- | ----- | ----- | ----- | ----- |
| 3 087 | 3 367 | 3 983 | 4 739 | 4 669 | 5 345 | 5 508 | 5 313 | 4 622 |

| 1977  | 1992  | 2002  | 2007  | - | - | - | - | - |
| ----- | ----- | ----- | ----- | - | - | - | - | - |
| 4 181 | 3 278 | 3 046 | 2 890 | - | - | - | - | - |

## Économie
L'économie de la commune repose sur l'agriculture et l'élevage mais la commune dispose aussi d'exploitations de lignite, de craie, de quartz. Creaca a un fort potentiel touristique avec les ruines romaines toutes proches de Porolissum, les nombreuses églises typiques de ses divers villages et les paysages en vironnants.

## Communications

### Routes
Creaca est située sur la route régionale DJ108A qui mène vers Jibou au nord et vers Românași au sud. La route régionale DJ191C mène quant à elle vers Moigrad-Porolissum et Zalău.

### Voies ferrées
La gare la plus proche est celle de Jibou.

## Lieux et monuments
- Creaca, église orthodoxe en bois St Nicolas datant de 1710[7].

- Borza, église orthodoxe en bois des Sts Archanges de 1700[7].

- Brebi, église orthodoxe en bois des Sts Archnages datant de 1759, agrandie en 1853[7]

- Brusturi, église orthodoxe en bois des Sts Archanges datant de 1701[7].

- Jac, église orthodoxe en bois des Sts Archanges datant de 1756[7].

- Prodănești, église orthodoxe en bois de St Georges datant de 1650[7].

- Cigelan, église orthodoxe datant de 1908[8].

- Brusturi, restes de fortifications romaines.

- Jac, nécropole romaine.

- Brebi, voie et bases de tours romaines.

## Galerie de photos

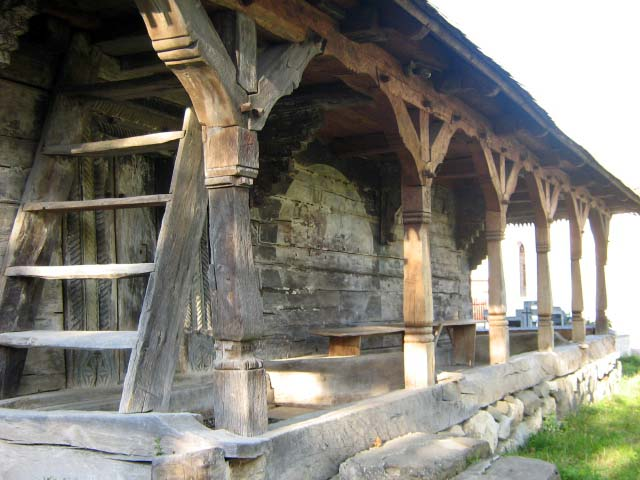
La galerie de l'église de Creaca
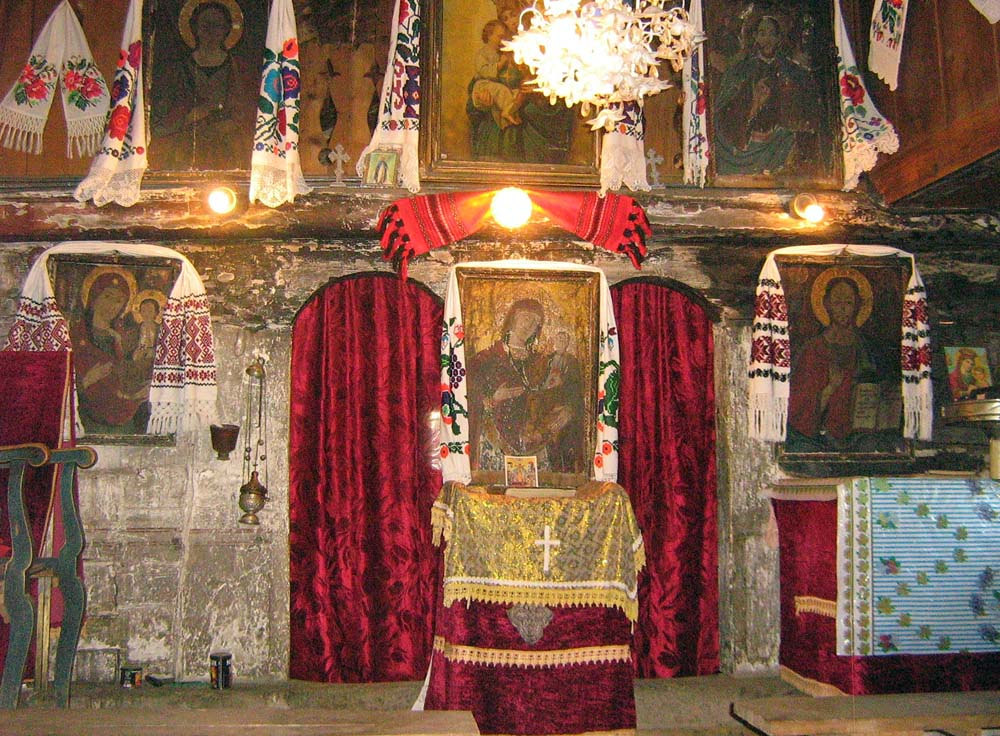
L'iconostase de l'église St Nicolas de Creaca
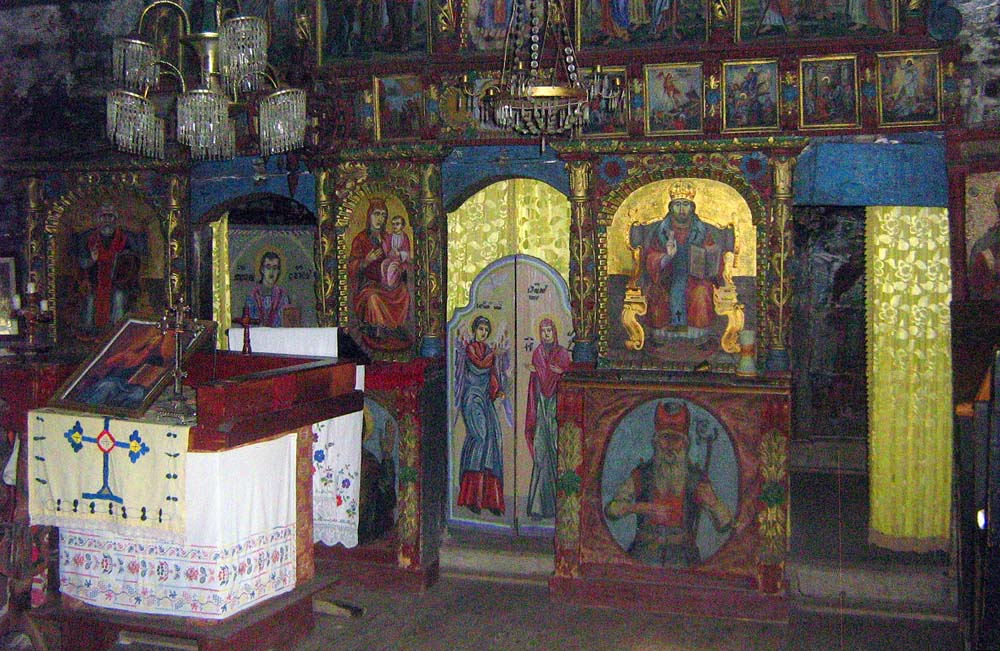
L'iconostase de l'église de Brebi
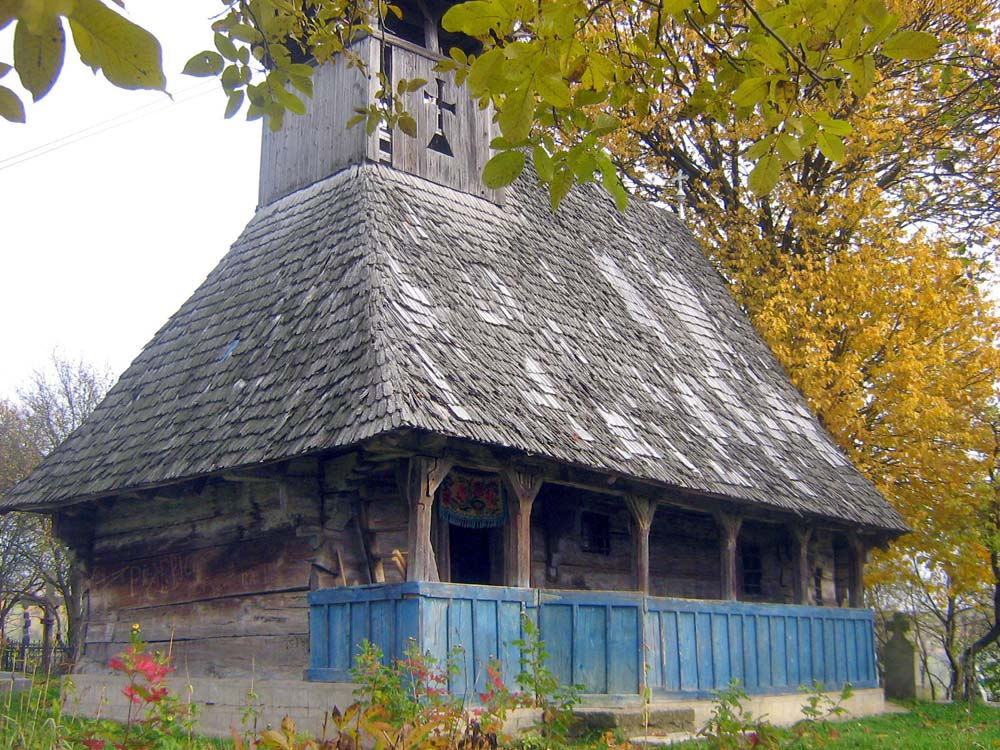
L'église de Jac
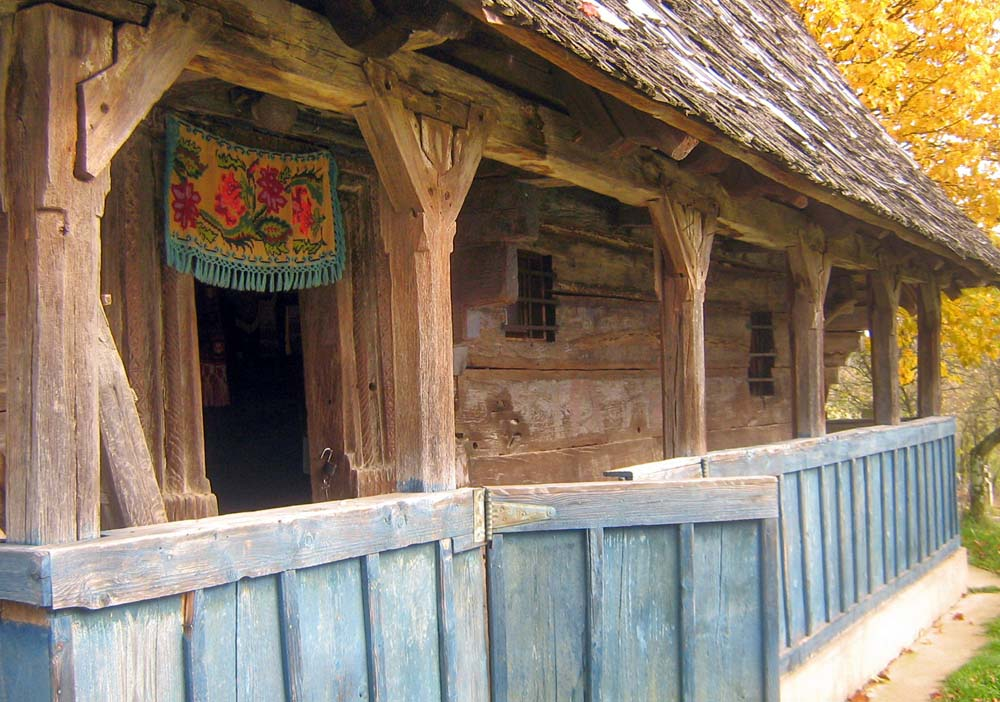
La galerie de l'église de Jac
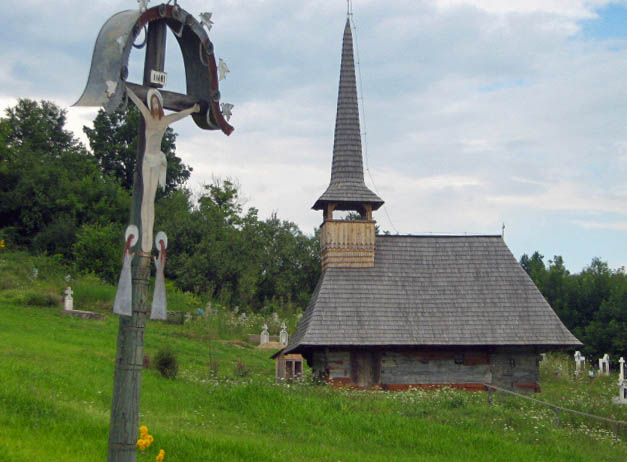
l'église de Prodănești
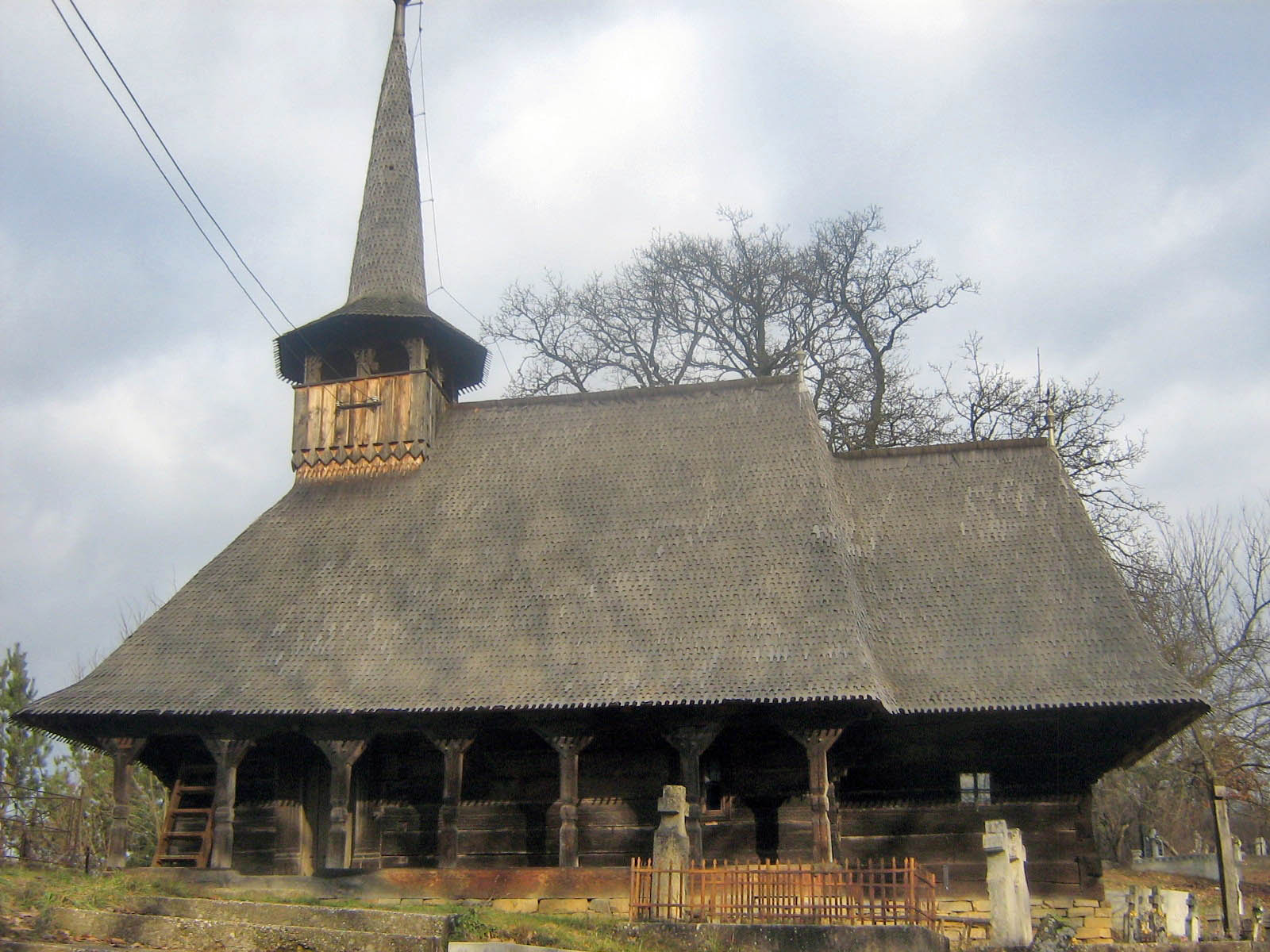
L'église de Borza
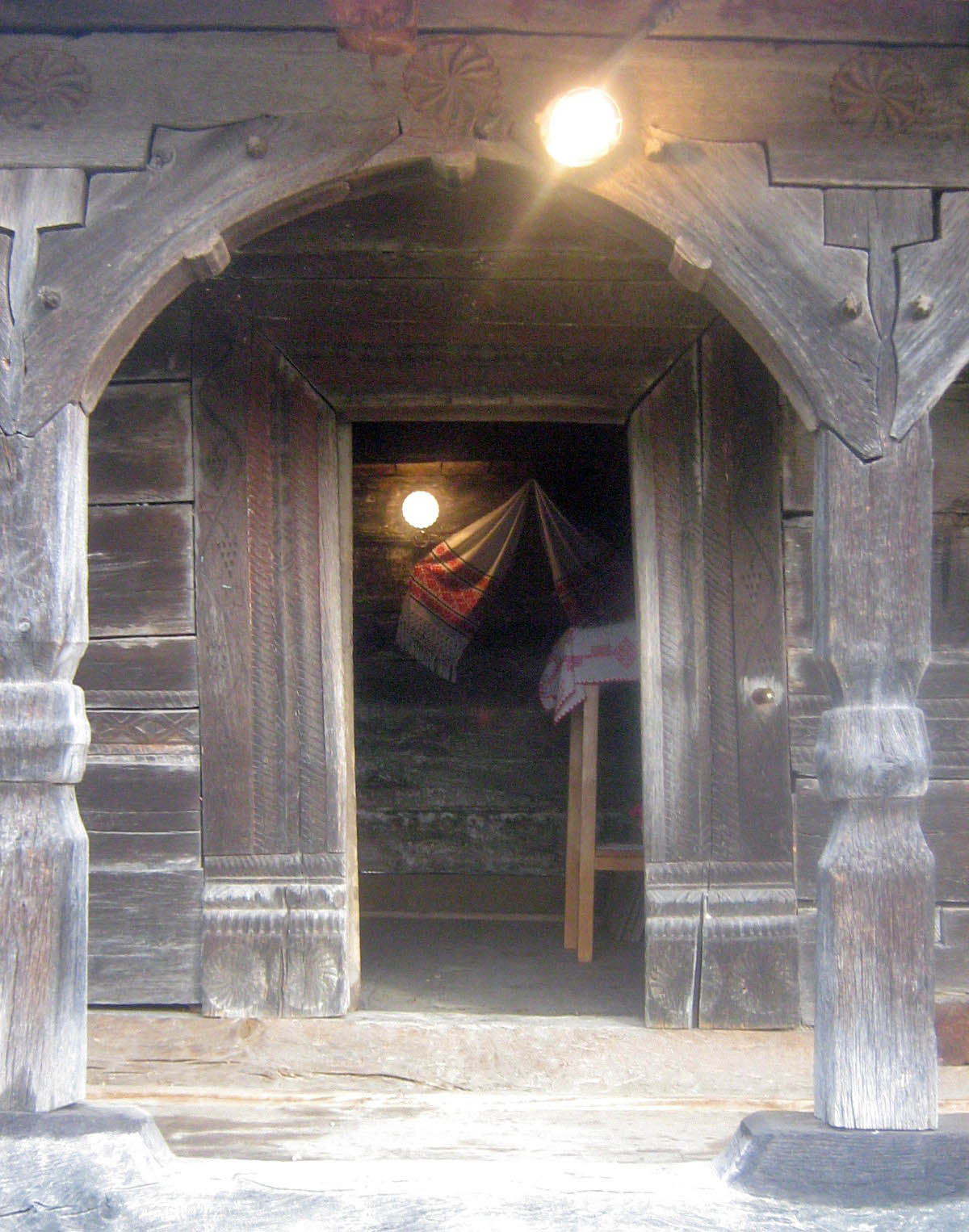
La porte d'entrée de l'église de Borza